# Jardim Floresta (Porto Alegre)
Jardim Floresta é um bairro da cidade brasileira de Porto Alegre, capital do estado brasileiro  do Rio Grande do Sul. Foi criado pela Lei 2022 de 7 de dezembro de 1959.
Localizado na zona norte da cidade, faz limite com os bairros Jardim São Pedro e Jardim Lindoia.

## Histórico[1]
A origem do bairro está ligada à atividade agropastoril da região que, durante o final do século XIX, era caracterizada pelos minifúndios que forneciam alimentos aos habitantes locais, que em sua maioria eram agricultores descendentes de imigrantes italianos.
Chamava-se anteriormente Vila Floresta mas, em 2005, o nome foi alterado para Jardim Floresta.

## Características atuais
A área do bairro Jardim Floresta é caracterizada pela ausência de grandes edifícios em sua maioria não ultrapassa quatro andares. Suas ruas são bastante arborizadas e o calçamento mantém o estilo da metade do século XX, mantendo o clima bucólico do local. O bairro ainda dispõe de pequenas praças.
Jardim Floresta possui um comércio local diversificado, o que torna a região mais atrativa, sobretudo para o mercado imobiliário.
O bairro possui a sede do CECOFLOR que é uma unidade da SMELJ (Secretaria Municipal de Esporte, Lazer e Juventude), órgão da prefeitura de Porto Alegre. Fundado em 23 de novembro de 1973, o centro destina-se a levar esporte, lazer, recreação e atividades físicas às diversas faixas etárias. O local possui ampla área de lazer com três quadras polivalentes, campo de futebol-sete, duas canchas de bocha cobertas, piscina de 25 x 12 m com quatro raias, piscina infantil, salão para múltiplas atividades e diversas salas. 

### Pontos de referência
- Central dos Correios;
- Centro Comunitário Vila Floresta (Cecoflor);
- CTG Maragatos;
- Capela Sant'Anna

## Limites atuais
Rua Comendador Duval, da esquina com a Rua Edmundo Bastian até a Rua Dr. Pedro Benjamin; desta, até a Rua Artur Francisco até o limite com o Aeródromo Federal; deste limite ao norte até encontrar a Rua Visconde de Ouro Preto; desta, até a Rua Edmundo Bastian; e, por esta, até encontrar a Rua Comendador Duval.